# Breza
Breza (kyrillisch Бреза) ist eine Kleinstadt im Zentrum von Bosnien und Herzegowina, nordwestlich von Sarajevo. Sie ist Hauptort und Verwaltungssitz der gleichnamigen Gemeinde im Kanton Zenica-Doboj der Föderation Bosnien und Herzegowina.

## Geschichte
In römischer Zeit bestand in diesem Gebiet eine befestigte Siedlung namens Hedum Castellum. Aus dem 6. Jahrhundert stammt der Fund der Halbsäule von Breza. Unter seinem heutigen Namen wurde Breza 1436 erstmals erwähnt. Von 1930 bis 1936 wurde in der Stadt die Serbisch-orthodoxe Kirche Hl. Großmärtyrer Prokopios erbaut.
Vom Bosnienkrieg war die Gemeinde nur in geringem Maß betroffen.

## Geographie
Die Stadt Breza liegt auf 495 m Höhe im Tal der Stavnja, einem rechten Zufluss der Bosna. Östlich der Stadt erstreckt sich der Gebirgszug Čemerska planina, der im Dernek bis auf 1.466 m ansteigt.
Benachbarte Gemeinden sind Ilijaš, Vareš und Visoko.

## Bevölkerung
Bei der Volkszählung 1991 hatte die Gemeinde Breza 17.317 Einwohner.
- Bosniaken: 13.079 (75,52 %)
- Serben: 2.122 (12,25 %)
- Kroaten: 851 (4,91 %)
- Jugoslawen: 1.001 (5,78 %)
- Andere: 264 (1,54 %)

In der eigentlichen Stadt lebten 4.121 Menschen.
- Bosniaken: 1.671 (40,54 %)
- Serben: 885 (21,47 %)
- Kroaten: 653 (15,84 %)
- Jugoslawen: 746 (18,10 %)
- Andere: 166 (4,05 %)

Die Gemeinde umfasst 28 Orte: Banjevac, Breza, Bukovik, Bulbušići, Gornja Breza, Izbod, Kamenice, Koritnik, Mahala, Mahmutovića Rijeka, Nasići, Očevlje, Orahovo, Podgora, Potkraj, Prhinje, Seoce, Slivno, Smailbegovići, Smrekovica, Sutješćica, Trtorići, Vardište, Vijesolići, Vlahinje, Vrbovik, Založje und Župča.

## Wirtschaft
Größter Arbeitgeber ist ein Kohlebergwerk.

## Verkehr
Im Tal der Stavnja verläuft die Regionalstraße 444, die Podlugovi bei Ilijaš mit Vareš verbindet. Die parallele Eisenbahnstrecke wird seit dem Bosnienkrieg nur noch für den Güterverkehr genutzt.